# Kulî
Pour les articles homonymes, voir Joe Kuli et Markovi Kuli.

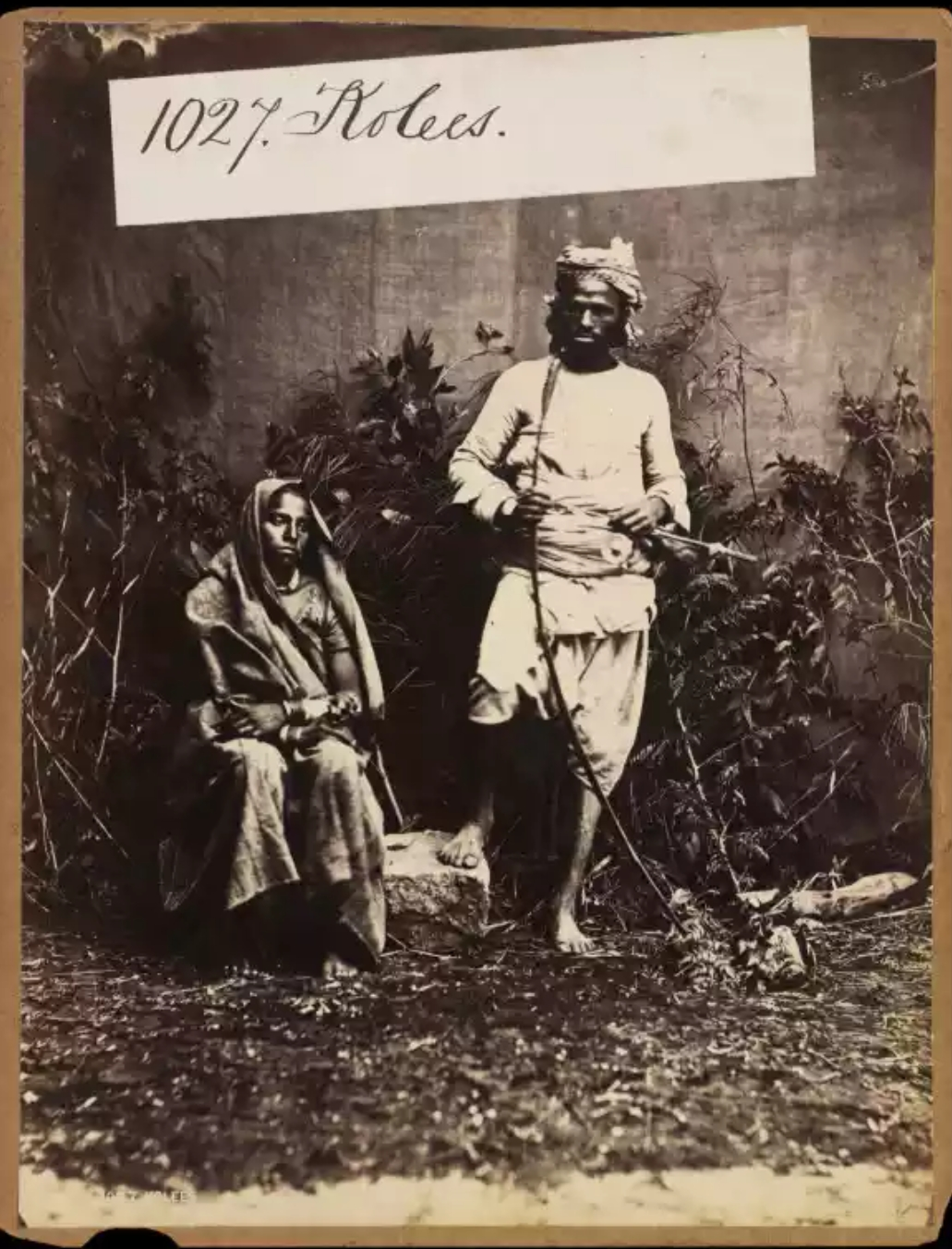
Un couple de Kûli au XIX^{e} siècle. L'homme est armé d'un arc long.

Kulî ou Koli est le nom d'une caste indienne présente dans les États du Rajasthan, de l'Himachal Pradesh, du Gujarat, du Maharashtra, de l'Uttar Pradesh, de l'Haryana, du Karnataka, de l'Odisha et du Jammu et Cachemire. Il s'agit d'une caste d'agriculteurs. Ils sont la caste la plus nombreuse dans le Gujarat et l'Himachal Pradesh. 
Toutefois, dans les régions côtières, notamment à Mumbai, les Koli sont traditionnellement pêcheurs. Ils vivaient traditionnellement dans des maisons ouvertes sur la mer appelées Koliwadas. Les pêcheurs koli résident majoritairement dans le Maharashtra, mais des groupes sont également présents dans le Rajasthan et le sud du Gujarat. 
Leur mode de vie a été fortement affecté au cours des dernières décennies par l'urbanisation, la pollution, ainsi que l'augmentation du nombre et de l'intensité des cyclones. 
C'est de ce nom que serait dérivé le terme coolie. Cette étymologie est cependant contestée par plusieurs autres possibilités étymologiques car un mot identique, signifiant travailleur non spécialisé, existe en tamoul.